# Santa Coloma de Gramenet
Santa Coloma de Gramenet (katalan. [ˌsantə kuˌɫomə ðə ɣɾəməˈnɛt]) bzw. Santa Coloma de Gramanet (span. [ˌsanta koˌloma ðe ɣɾamaˈnet]) ist eine Stadt im Großraum von Barcelona in Spanien und gehört zur Metropolregion Àrea Metropolitana de Barcelona. Die Stadt hat 121.203 Einwohner (Stand: 2024) und eine Fläche von 6,57 km².

## Lage

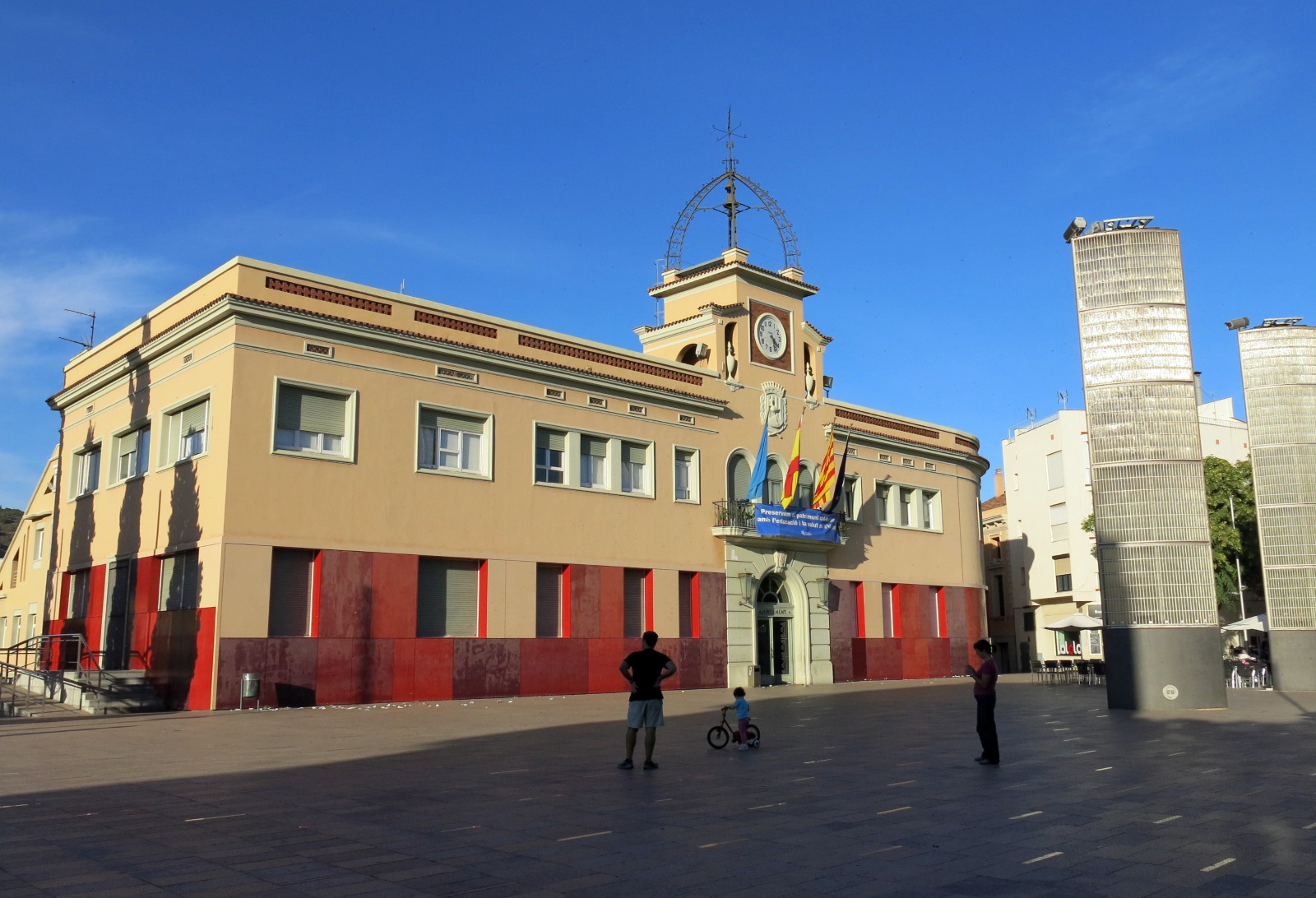
Das Rathaus von Santa Coloma de Gramenet

Santa Coloma de Gramenet liegt östlich des Flusses Besòs zwischen der Serralada de Marina und Badalona. Die Stadt grenzt im Norden an die Gemeinde Montcada i Reixac, im Süden an Sant Adrià de Besòs, im Osten an Badalona und im Westen an Barcelona. Von der Plaça de la Vila de Santa Coloma de Gramenet bis zur Plaça de Catalunya in Barcelona sind es 9 km.
Die Stadt liegt auf hügeligem Gelände am Fluss Besòs. Von dort aus steigt das Gemeindegebiet an. Es zieht sich über die Ausläufer der Serra de Sant Mateu (die Teil der Serralada de Marina ist), der Serra de Mosques d'Ase (auch Montserrat dels Pobres genannt) und der Serra d'en Mena (auch Serra de Sistrells) hin. In den Tälern dieser drei Bergzüge flossen einst die jeweils namensgebenden Flüsse: das Vall de Carcerenya (oder Vall de Pallaresa) und das Torrent Fondo de Sistrells.
Der höchste Punkt der Gemeinde ist der Berg Puig Castellar mit 303 m, auf dessen Gipfel sich die Ruinen der laietanischen Siedlung Turó del Pollo befinden.
Während Probebohrungen zum Bau eines Metrotunnels wurde ein Thermalwasservorkommen mit einer Temperatur zwischen 80 und 120 Grad Celsius gefunden.

## Geschichte
Verschiedene archäologische Funde aus der Jungsteinzeit und der Jungsteinzeit, die im Gebiet von Santa Coloma de Gramanet entdeckt wurden, zeigen die Anwesenheit menschlicher Gruppen mindestens ab dem Jahr 3500 v. Es scheint, dass zwischen dem 10. und 6. Jahrhundert vor Christus. Mehrere Wanderungen aus dem Norden kamen in das Gebiet, das kurze Zeit später in der im 6. oder 5. Jahrhundert v. Chr. Gegründeten Siedlung des iberischen Stammes Layetanos zusammenlief. C. in der Stadt Puig Castellar, im äußersten Norden der heutigen Gemeinde. Sie besetzten den gesamten Küstenstreifen von Sitges bis Blanes und ihre Kultur überlebte, bis die starken Auswirkungen der römischen Eroberung (3. Jahrhundert v. Chr.) Den Beginn ihres fortschreitenden Aussterbens markierten. Die Stadt Puig Castellar wurde wahrscheinlich zu Beginn des 2. Jahrhunderts v. Chr. Verlassen. C.
Über die Bevölkerung in römischer und westgotischer Zeit liegen kaum Daten vor. Es scheint, dass es im Tal in der Nähe der Besós mehrere Dörfer gab, die stark von den Nachbarstädten beeinflusst waren: Baetulo (Badalona), das bis zum 2. Jahrhundert nach Christus aktiv war. C. und Barcino (Barcelona).
Nach der relativen Aufgabe der sarazenischen Invasion begann ab dem 9. Jahrhundert die Wiederbevölkerung des Sektors. Die neuen Siedler aus dem Norden mussten die Tradition des Martyriums von Santa Coloma kennen (Santa Columba de Sens, geopfert von den Römern in Gallien im Jahr 274, als sie erst 17 Jahre alt war), und es ist wahrscheinlich, dass ihr eine vorromanische Kirche geweiht wurde Der romanische Tempel wurde an derselben Stelle errichtet und seit 1019 dokumentiert. Er wurde mehr als sieben Jahrhunderte lang als Pfarrkirche erhalten. Um diese Kirche herum bildete sich der erste städtische Kern, der mit einigen alten Bauernhäusern koexistierte. Diese Hypothese über den Ursprung des Toponyms „Coloma“, das von der lokalen Historikerin Joan Vilaseca Segalés verteidigt wurde, steht im Gegensatz zu der Hypothese, die aus anderen Quellen hervorgeht, wonach „Coloma“ das Ergebnis der Entwicklung des lateinischen Wortes „Columbarium“ wäre, ein Name, der Die Römer übersahen den Ort, an dem die Urnen mit den eingeäscherten Überresten der Leichen platziert wurden. Die systematische Christianisierung von „heidnischen“ Namen, die von der Macht der katholischen Kirche ausgeübt wurde, trug zum Qualifikationsmerkmal des Heiligen bei, der so häufig bei anderen Ortsnamen verwendet wird.
Die Stadt wurde während des spanischen Bürgerkriegs am 13. März 1937 zum ersten Mal bombardiert und am 27. Januar 1939 von den Truppen Francos besetzt. Der damalige Bürgermeister Celestí Boada i Salvador wurde am Ende des Bürgerkriegs von den neuen Machthabern zum Tode verurteilt und erschossen.
Bis zum Jahre 1945 erstreckte sich Santa Coloma auch über die andere Seite des Flusses Besos. Dieser Teil der Stadt wurde dann an Barcelona eingegliedert. Dadurch verlor Santa Coloma 11.000 Einwohner und 2 km² Stadtgebiet.

## Wirtschaft
Im Wirtschaftsleben der Stadt dominiert der Tertiärsektor mit 78,12 %. Mehr als ein Viertel der wirtschaftlichen Aktivität geht auf den Handel und das Gaststättengewerbe zurück. 27 % der Arbeitsplätze finden sich im Einzelhandel und 9,85 % in Gaststättenbetrieben. In Santa Coloma befindet sich auch das ernährungswissenschaftliche Institut der Universität von Barcelona mit ca. 2600 Studenten. Insgesamt verzeichnet die Stadt 1.899 Unternehmen. Bekanntestes Unternehmen der Stadt ist „Cacaolat“, das Milchschokogetränke herstellt. Daneben gibt es eine Vielzahl kleinere handwerkliche Betriebe sowie Unternehmen des Groß- und Einzelhandels, beispielsweise Ferrolan (größte Baustoffgroßhandlung in Katalonien). Die meisten Bewohner von Santa Coloma arbeiten im Umland von Barcelona.
Santa Coloma hat das niedrigste Pro-Kopf-Einkommen Kataloniens (9.909 Euro), fast die Hälfte des Pro-Kopf-Einkommens von Sant Cugat del Vallès (19.591 Euro).
Seit 2017 hat Santa Coloma seine eigene lokale Währung, den Grama. Ein Grama ist einen Euro wert. Öffentliche Ausgaben sollen auf diese Art und Weise in der Stadt bleiben. Es wurden bisher 700.000 Gramas ausbezahlt, davon sind 86,85 % in der Stadt verblieben. Die Stadt selbst verfügt über ein Budget von 128 945 919 Euros (2023). 
Was das Durchschnittseinkommen betrifft, so ist Santa Coloma eine der ärmsten Städte Kataloniens mit über 20.000 Einwohnern. Es beläuft sich auf 9.909 Euro/jährlich, schwankt aber je nach Stadtteil zwischen 17.000 und 9.059 Euros.

## Politik

### Bürgermeister
Seit dem 28. August 2024 ist Mireia González Bürgermeisterin. Nuria Parlón, die bisherige Amtsinhaberin, wechselte in das Kabinett von Salvador Illa (PSC) und wurde dessen Ministerin für innere Sicherheit (consellera de Interior). Nuria Parlón war seit 2009 an Stelle des wegen Korruption des Amtes enthobenen Bartolome Munoz Bürgrmeisterin. Sie wurde 2019 und zueltzt am 28. Mai 2023 von den Gemeinderäten für eine weitere Amtszeit bestätigt. Erster Bürgermeister nach dem Ende der Franco Diktatur war Lluis Hernández der dreimal wiedergewählt wurde (1979–1991).

### Gemeinderat
Sitzverteilung im Gemeinderat nach den Kommunalwahlen vom 26. Mai 2019.
| Partei    | Stimmen- anteil | Sitze |
| --------- | --------------- | ----- |
| PSC       | 50,94 %         | 17    |
| COMUNS    | 10,83 %         | 3     |
| ERC       | 9,92 %          | 3     |
| CIUTADANS | 4,12 %          | 4     |
| Insgesamt |                 | 27    |

## Demographie
Bis zu Beginn des 20. Jahrhunderts hatte Santa Coloma nur wenige tausend Einwohner. Als für die Weltausstellung von Barcelona 1929 Gelände gebraucht wurde, wurden viele Bewohner um den Montjuïc hierher umgesiedelt. Von da an wuchs die Einwohnerzahl stetig an. Im Jahr 1970 wurde die Hunderttausendmarke erreicht und Santa Coloma wurde offiziell als Stadt anerkannt. Heute ist die Stadt die neuntgrößte Kataloniens. Von denen die zugezogen sind stammen 8,5 % aus Andalusien, die meisten aus Córdoba und Jaén. Die meisten Ausländer sind Chinesen, des Weiteren gibt es viele Nordafrikaner und Pakistaner.

## Verkehr
Mit Barcelona ist die Stadt durch drei Brücken sowie durch die Metro-Linien L1 und L9 verbunden.

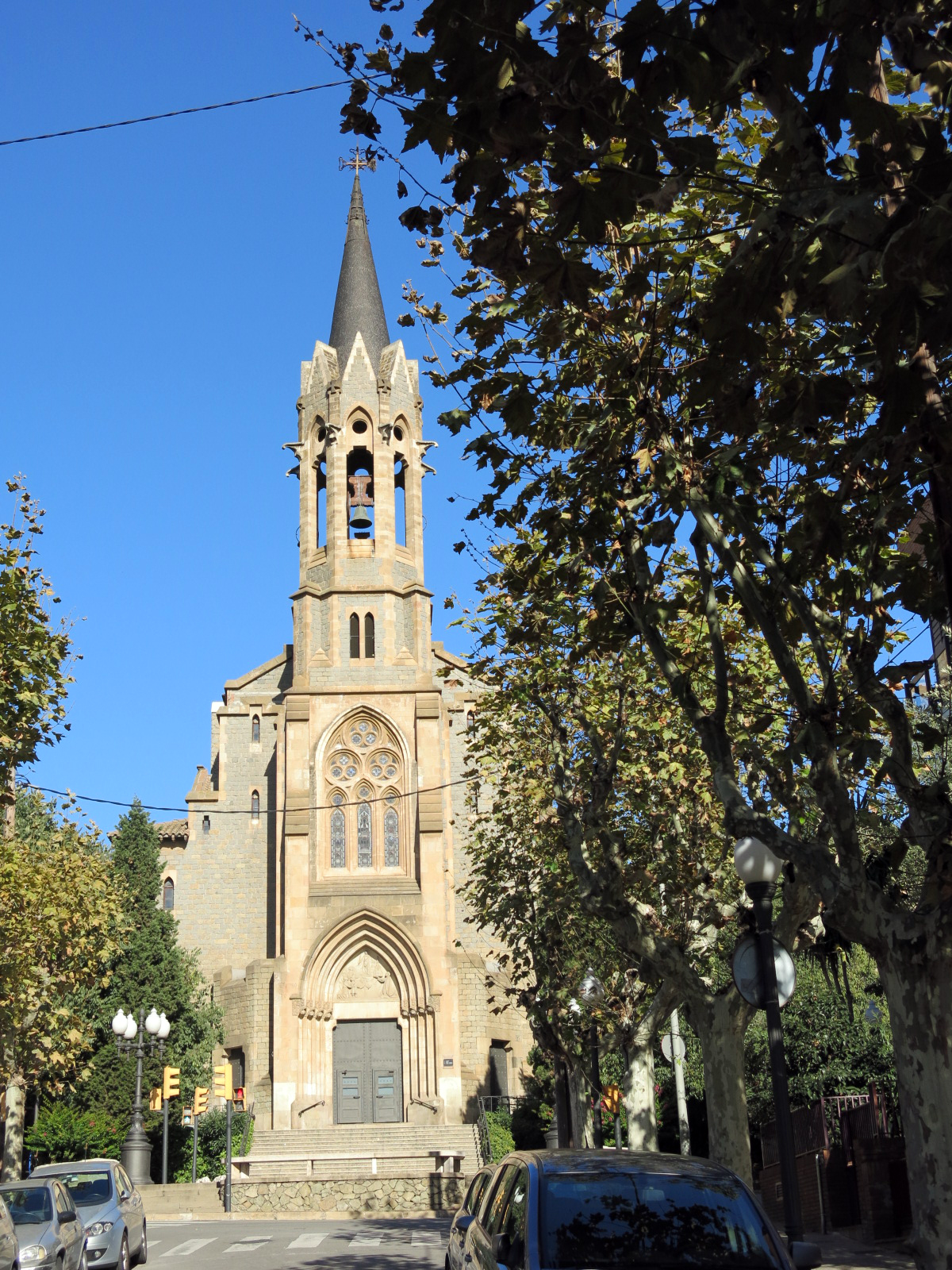
Die Esglesia Mayor ist die Hauptkirche von Santa Coloma de Gramenet

## Städtepartnerschaften
- Alès (Frankreich) seit 6. Juni 1981
- Kilmarnock (Vereinigtes Königreich)
- Huelma (Spanien)
- Cogoleto (Italien)
- Cabra (Córdoba) (Spanien)
- Villa El Salvador (Peru)
- Edchera (Westsahara)
- Habana del Este (Kuba)
- Jalapa (Nicaragua)

## Persönlichkeiten
- Daniel Sánchez (* 1974), spanischer Karambolagespieler
- Raúl Tamudo (* 1977), spanischer Fußballspieler
- Samuel Aranda (* 1979), spanischer Fotojournalist
- Miriam Diéguez (* 1986), spanische Fußballspielerin
- Youssef Ezzejjari (* 1993), spanisch-marokkanischer Fußballspieler
- Laia Aleixandri (* 2000), spanische Fußballspielerin